# 리비 진
리비 진(Livy Jeanne)은 캐나다의 가수이다.